# Juan O'Donojú
O'Donojú  O'Ryan est un nom espagnol. Le premier nom de famille, en général paternel, est O'Donojú ; le second, en général maternel, souvent omis, est O'Ryan.
Pour les articles homonymes, voir O'Ryan.
Juan José O'Donojú O'Ryan ou Juan O'Donahue, né en 1762 à Séville en Espagne et mort le 8 octobre 1821 à Mexico, est un officier de l'armée espagnole, homme d'État et vice-roi de Nouvelle-Espagne du 21 juillet 1821 au 28 septembre 1821, lors de la guerre d'indépendance du Mexique. Il est le dernier vice-roi de la colonie. Ensuite, il est membre du conseil de régence du Mexique et est nommé deuxième régent, poste qu'il conserve jusqu'à sa mort en 1821.

## Biographie
Né à Séville, d'origine irlandaise, O'Donojú entre dans l'armée très jeune. Après s'être distingué lors de la guerre contre la France, en 1814, il est nommé ministre de la guerre par la Régence (la Junta de Cádiz). Avec le retour du roi Ferdinand VII, il devient son aide de camp. O'Donojú était un libéral et un ami du rebelle libéral Rafael del Riego. Lors du rétablissement de la constitution en 1820, il est capitaine général d'Andalousie.

### En Nouvelle-Espagne
Il arrive en Nouvelle-Espagne en 1821 comme capitaine général et avec les pouvoirs (mais pas le titre) de Vice-roi. Il prête serment dès son arrivée à Veracruz le 21 juillet 1821. Il découvre que tout le pays, à l'exception de cette ville, Mexico et Acapulco soutient le Plan d'Iguala et le général rebelle Agustín de Iturbide.
Les Cortes en Espagne avaient accordé l'autonomie, mais pas l'indépendance, aux possessions espagnoles d'Amériques. Le 3 août 1821, O'Donojú émet une proclamation de ses principes libéraux et invite Iturbide pour une conférence dans un lieu de son choix, ce dernier désigne la cité de Córdaba. O'Donojú, accompagné du Colonel Antonio López de Santa Anna y arrive le 23 août, la rencontre a lieu le jour suivant. Ils parviennent à un accord et signent le Traité de Córdoba basé sur le Plan d'Iguala. La seule partie du Plan de Iguala amendée fut l'Article 4 qui concernait les fonctions gouvernementales. Le nouvel article 4 ajoutait que si aucun membre de la famille des Bourbon n'acceptait la couronne de Nouvelle-Espagne (ce qui était fort possible), les Cortes du Mexique éliraient librement leur monarque. Ce qui revenait à dire que la couronne irait à Iturbide.
Les chefs militaires espagnols de la colonie n'acceptent pas l'indépendance du Mexique. Des troupes espagnoles occupent les places de Mexico et Veracruz, le fort de San Carlos de Perote, et le château de San Diego à Acapulco. Ils sont assiégés et tous sauf Veracruz se rendent.

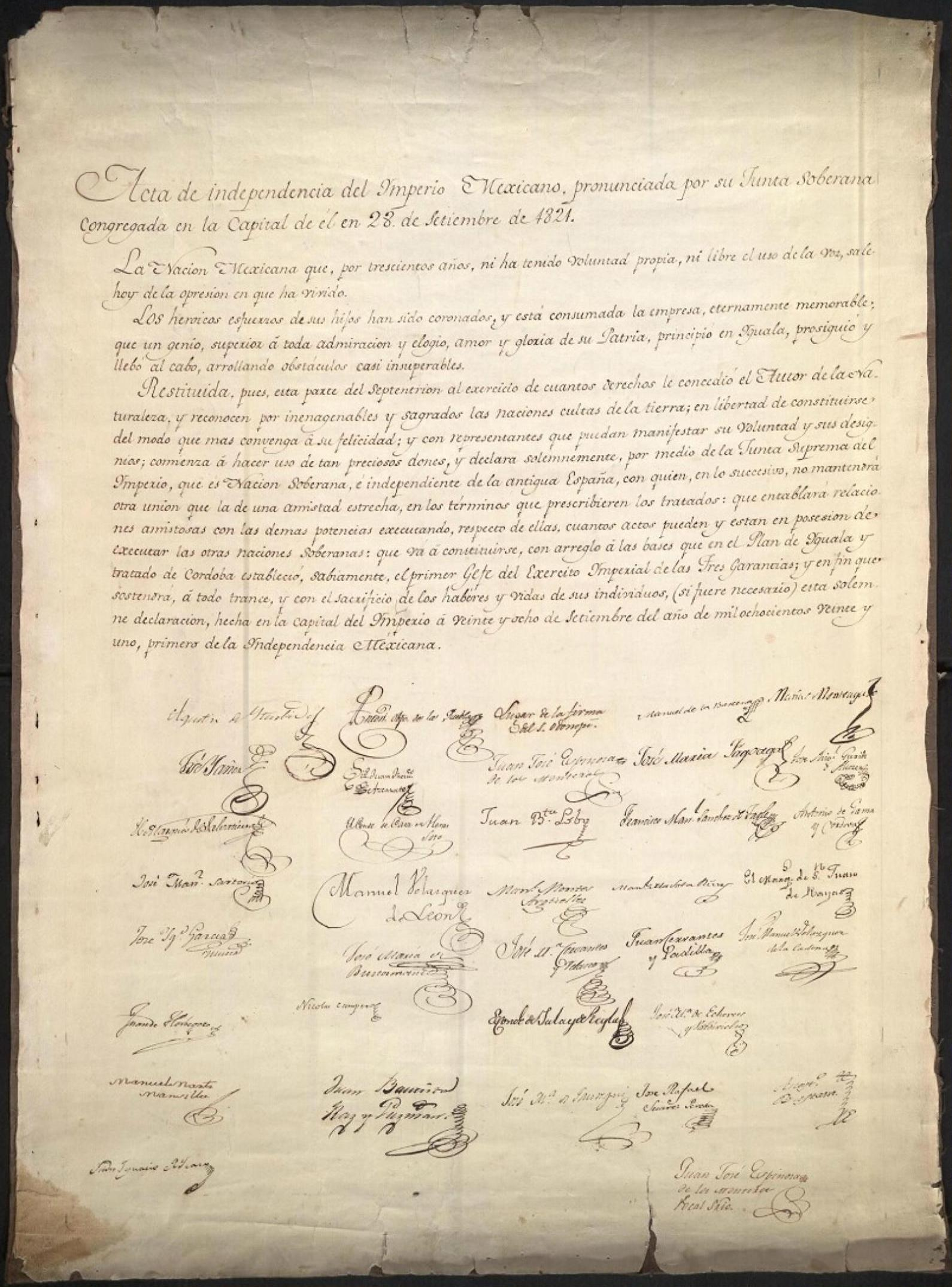
Acte d'indépendance du Mexique

Francisco Novella est assiégé à Mexico par l'Ejército de las Tres Garantías (l'armée des trois garanties, l'armée indépendantiste unifiée constituée par le Plan de Iguala), conduite par Vicente Guerrero et Nicolás Bravo. Novella accepta une suspension des hostilités. Le colonel Santa Anna assiège le brigadier García Dávila à San Juan de Ulúa, Veracruz, mais ce dernier ne se rendra que quatre ans plus tard. O'Donojú usa de son influence pour un retrait des troupes espagnoles du pays avec un minimum d'effusion de sang et une reddition honorable. Il approuva la promotion de Novella, le précédent Vice-roi par intérim, au grade de maréchal de camp.
Le 13 septembre 1821, O'Donojú rencontre Novella et Iturbide à l'Hacienda de la Patera, près de Villa de Guadalupe, arrondissant les angles et arrangeant les détails de la passation de pouvoirs. Novella ordonne alors aux troupes espagnoles de quitter Mexico. Les troupes quittent la capitale dès le 21 septembre et les insurgés y entrent le 24. Le 26 O'Donojú puis le 27 Iturbide décrètent l'indépendance de l'Empire mexicain. O'Donojú ainsi que 33 autres personnalités font partie du gouvernement provisoire que dirige Iturbide. Il signe l'Acte d'Indépendance le 28 septembre 1821.
Le 3 octobre 1821, la capitainerie-générale du Guatemala (composé du Chiapas, du Guatemala, du Salvador, du Nicaragua, du Costa Rica et du Honduras) proclame son indépendance et son rattachement à l'Empire mexicain. Cette région était formellement sujette de la Nouvelle-Espagne durant la période coloniale mais, en pratique, elle était administrée séparément. Toutes ces provinces, à l'exception du Chiapas, allaient d'ailleurs bientôt se séparer du Mexique. O'Donojú mourut de pleurésie peu après l'indépendance, le 8 octobre 1821, seulement deux mois et demi après son arrivée en Nouvelle-Espagne. Il fut enterré avec les honneurs dus à un vice-roi dans la crypte de l'Autel des Rois de la cathédrale de Mexico.